# Międzynarodowe Muzeum Artystów

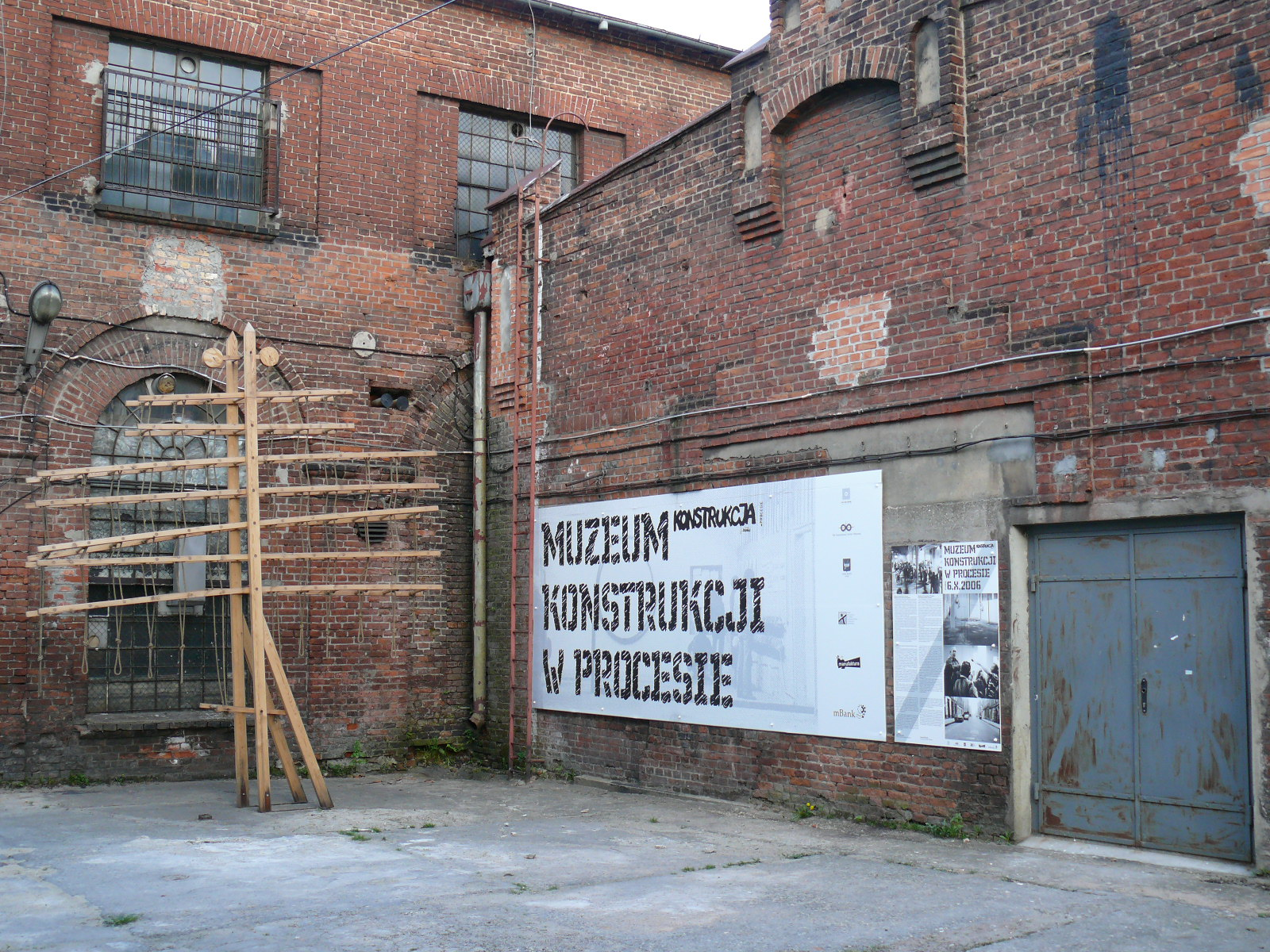

Międzynarodowe Muzeum Artystów – stowarzyszenie w Łodzi z siedzibą przy ulicy Piotrkowskiej.
Muzeum Artystów jest związane z festiwalem Konstrukcja w Procesie i Łódź Biennale. 
Stowarzyszenie to powstało w 1990 roku, podczas trzeciej edycji Konstrukcji w Procesie.
Prezesami Muzeum Artystów są: Emmett Williams i Ryszard Waśko.